# Ženski odbojkaški klub Crvena zvezda
La Ženski odbojkaški klub Crvena Zvezda, nota anche come Stella Rossa, è una società pallavolistica femminile serba con sede a Belgrado: milita nel campionato di Superliga.

## Storia
La Ženski odbojkaški klub Crvena Zvezda viene fondata nel 1946. Dopo la prima vittoria nella stagione 1958-59, ha dominato il campionato jugoslavo, vincendolo diciotto volte. Nella stagione 1960-61 ha vinto per la prima volta la Coppa di Jugoslavia, vinta successivamente altre nove volte.
Dopo lo scioglimento della Jugoslavia, il club ha faticato ad ottenere risultati come accadeva in passato. Nonostante questo, la Stella Rossa riesce a vincere tre campionati serbo-montenegrino e tre coppe di Serbia e Montenegro.
Dopo la scissione tra Serbia e Montenegro, il club è riuscito a vincere il Campionato serbo e la Coppa di Serbia nella stagione 2009-10. Nella stessa stagione ha anche disputato la finale Coppa CEV 2009-10.

## Rosa 2014-2015
| N° | Nome               | Ruolo | Data di nascita   | Nazionalità sportiva |
| -- | ------------------ | ----- | ----------------- | -------------------- |
| 1  | Jelena Trnić       | C     | 29 agosto 1995    | Serbia               |
| 2  | Ana Jakšić         | P     | 10 marzo 1998     | Serbia               |
| 3  | Katarina Čanak     | C     | 18 agosto 1995    | Serbia               |
| 4  | Anastasija Sekulić | S     | 1998              | Serbia               |
| 5  | Mina Popović       | C     | 16 settembre 1994 | Serbia               |
| 6  | Aleksandra Brđović | P     | 26 agosto 1997    | Serbia               |
| 7  | Adela Helić        | S/O   | 24 febbraio 1990  | Serbia               |
| 8  | Olga Jejić         | C     | 1996              | Serbia               |
| 9  | Teodora Pušić      | L     | 12 marzo 1993     | Serbia               |
| 10 | Nina Rosić         | L     | 5 maggio 1990     | Serbia               |
| 11 | Bojana Milenković  | S     | 6 marzo 1997      | Serbia               |
| 12 | Milica Tasić       | S     | 24 dicembre 1999  | Serbia               |
| 13 | Vanja Bukilić      | S/O   | 13 giugno 1999    | Serbia               |
| 14 | Milka Stijepić     | S     | 30 agosto 1997    | Serbia               |
| 15 | Ljubica Kecman     | S     | 10 dicembre 1993  | Serbia               |
| 16 | Anja Ašonja        | S     | 1999              | Serbia               |
| 17 | Nikolina Lukić     | S     | 18 agosto 1994    | Serbia               |
| 18 | Júlia Milovits     | P     | 1º marzo 1990     | Ungheria             |

## Palmarès
- Campionato jugoslavo: 19

1959, 1962, 1963, 1964, 1965, 1966, 1967, 1968-69, 1969-70, 1970-71,
1971-72, 1974-75, 1975-76, 1976-77, 1977-78, 1978-79, 1981-82, 1982-83, 1991-92
- Campionato serbo-montenegrino: 4

1992-93, 2001-02, 2002-03, 2003-04
- Campionato serbo: 5

2009-10, 2010-11, 2011-12, 2012-13, 2021-22
- Coppa di Jugoslavia: 10

1960-61, 1961, 1962, 1972, 1974, 1976-77, 1979, 1982, 1983, 1991
- Coppa di Serbia e Montenegro: 2

1992, 2002
- Coppa di Serbia: 6

2009-10, 2010-11, 2011-12, 2012-13, 2013-14, 2021-22
- Supercoppa serba: 1

2022